# Chironomus samoënsis
Chironomus samoënsis är en tvåvingeart som beskrevs av Edwards 1928. Chironomus samoënsis ingår i släktet Chironomus och familjen fjädermyggor. Inga underarter finns listade i Catalogue of Life.